# Ottone III di Sassonia
Ottone III di Sassonia (Kessel, giugno/luglio 980 – Faleria, 23 gennaio 1002) fu re dei Franchi Orientali dal 983 alla morte e re degli Italici ed Imperatore Romano dal 996 alla morte.
All'età di tre anni fu eletto re dei Franchi Orientali e, durante la sua minore età, l'impero fu amministrato dalle imperatrici Teofano e Adelaide di Borgogna. Durante il suo regno, il fulcro del dominio si spostò in Italia e fu contrassegnato da decisioni accentuatamente individuali e personali. Così Ottone nominò i propri candidati e consiglieri alla carica pontificale contro gli interessi della nobiltà ribelle di Roma, beneficando dapprima il suo parente Bruno di Carinzia, che assunse il nome di papa Gregorio V, e, alla morte di questo, il precettore Gerberto di Aurillac, che a sua volta assunse il nome di papa Silvestro II. In Polonia fu costituita un'organizzazione ecclesiastica indipendente dall'Impero per volontà ottoniana. Nel 1001 Ottone dovette fuggire da Roma dopo una rivolta e la sua morte prematura vanificò il tentativo di riconquista dell'Urbe. Il suo corpo fu sepolto nella chiesa di Santa Maria di Aquisgrana, l'odierna cattedrale.

Per molto tempo fu considerato un imperatore "non tedesco" sulla base delle ricerche di Percy Ernst Schramm, che collocò la Italienpolitik di Ottone III nel concetto di ampio respiro della Renovatio imperii Romanorum; l'attuale ricerca storiografica, invece, discute se concetti politici di vasta portata possano essere ascritti al suo governo.

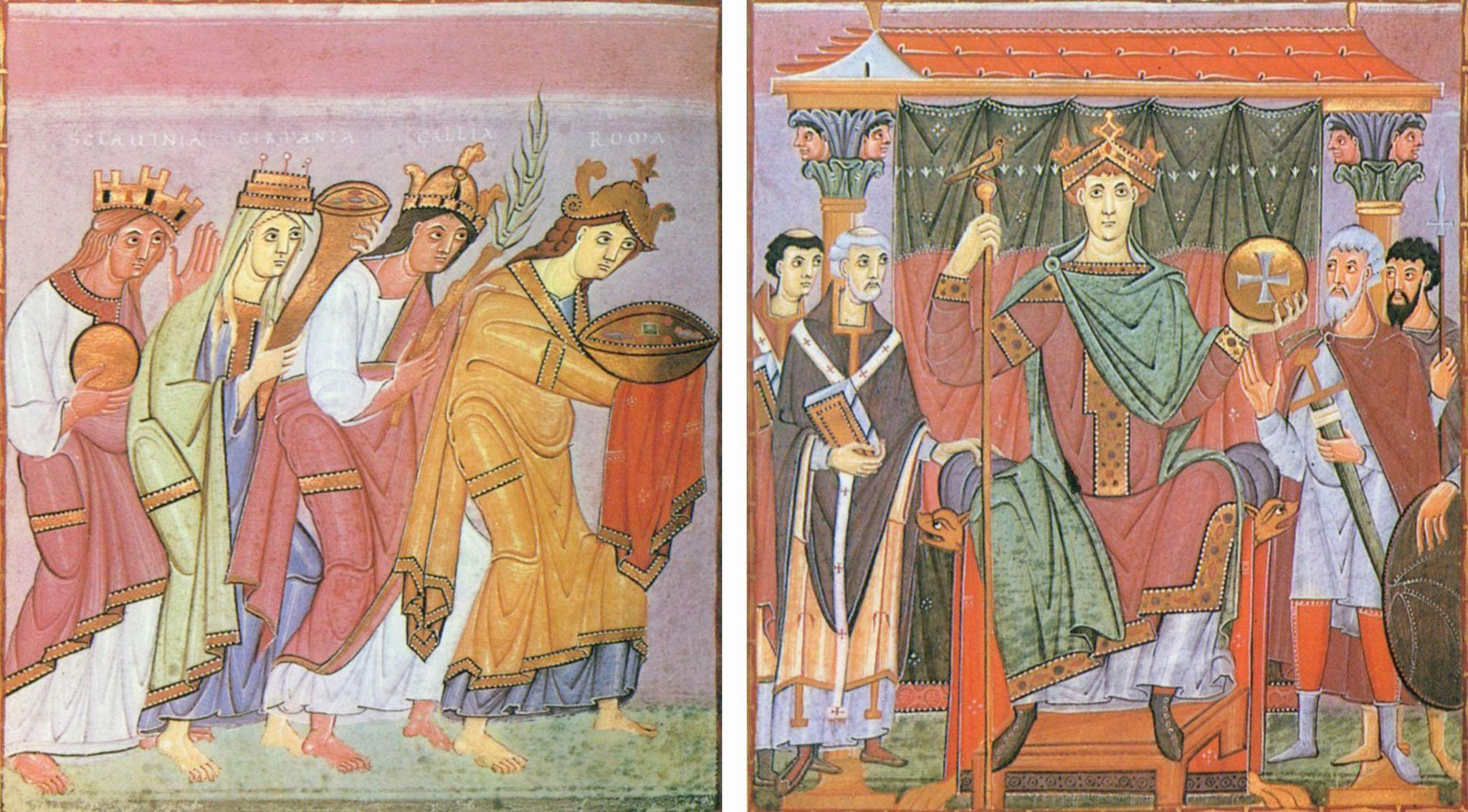
L'imperatore, dotato di una corona, dello scettro d'aquila di Augusto e della sphaira, l'imperatore è in trono tra due colonne davanti a un complesso architettonico all'interno di un palazzo. Accanto a lui sono presenti due rappresentazioni della classe clericale e laica. Sul lato sinistro dell'immagine le quattro personificazioni dell'Impero si avvicinano al sovrano a piedi nudi e in una posizione umile: Sclavinia, Germania, Gallia e Roma. Esse portano ricchi doni: una ciotola piena di pietre preziose, un ramo di palma, una cornucopia e un globo d'oro. L'immagine di omaggio cita l'offerta dell'aurum coronarium, la corona d'oro che i grandi di una regione dovevano presentare all'imperatore in riconoscimento del suo regno.
Immagine dell'imperatore dall'Evangelario di Ottone III, (miniatura della scuola di Reichenau, intorno al 1000) (Bayerische Staatsbibliothek, Clm 4453, fol. 23v – 24r).

## La vita fino all'assunzione del potere

### Gli insicuri inizi

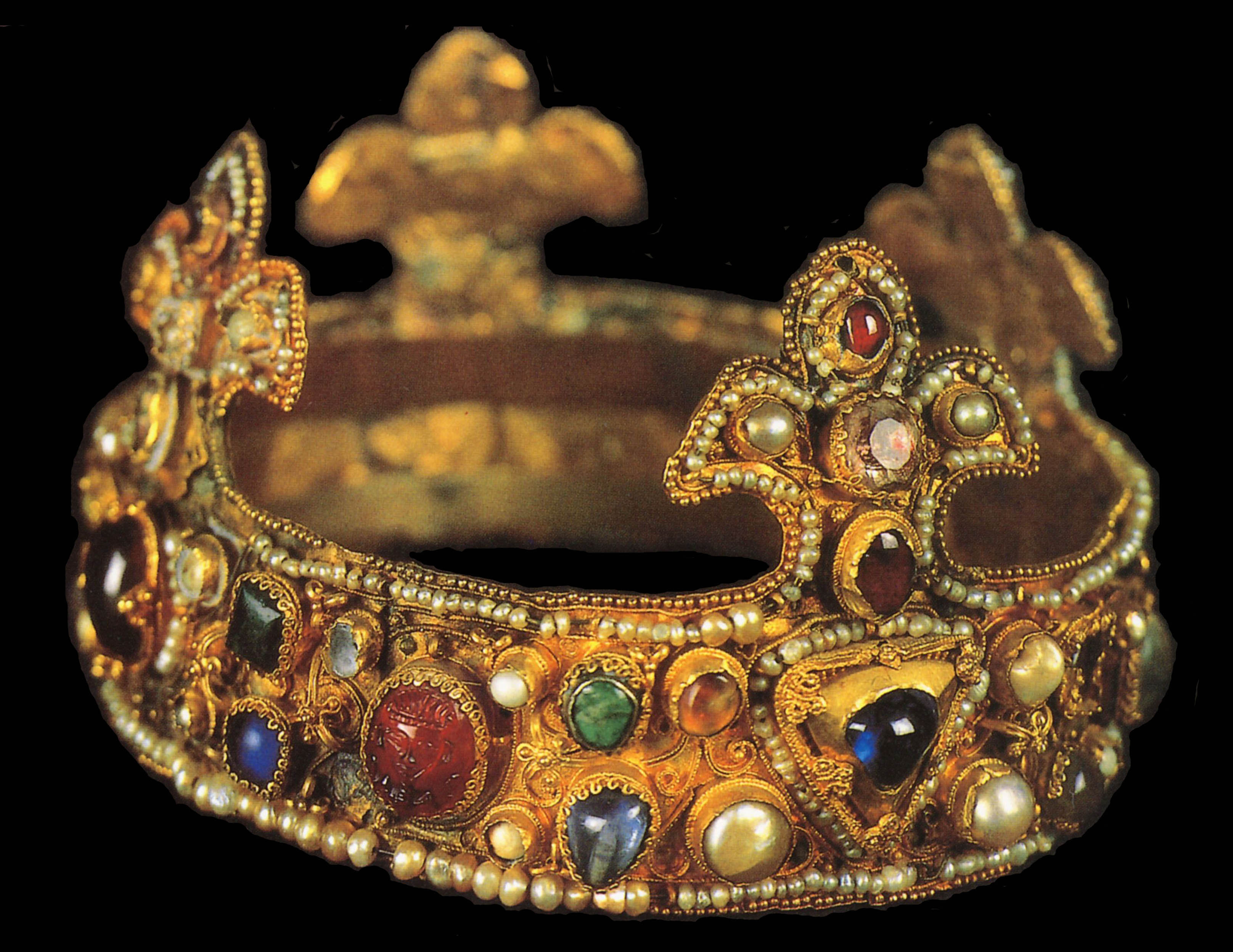
La corona di Essen, a lungo ritenuta la corona usata da Ottone III per la sua incoronazione.

I genitori di Ottone III erano l'imperatore Ottone II e la moglie bizantina Teofano. Nacque nel 980 durante il viaggio da Aquisgrana a Nimega nella Reichswald di Kessel (Ketil). Assieme a lui, nacque una gemella, che però non sopravvisse al parto. Aveva tre sorelle, Adelaide, Sofia e Matilde.
Nel luglio del 982 l'esercito del padre fu sconfitto dai Saraceni nella battaglia di Capo Colonna e lui stesso scampò a malapena alla morte o alla cattura. Su sollecitazione dei principi, fu convocato un Hoftag a Verona nella Pentecoste del 983, la cui decisione più importante fu l'elezione a re di Ottone III. Fu anche l'unica elezione reale svoltasi sul suolo italiano.Con la partenza dei partecipanti dall'Hoftag, Ottone III viaggiò oltre le Alpi per ricevere la consacrazione reale nel luogo tradizionale dell'incoronazione degli Ottoniani, Aquisgrana. Quando vi fu incoronato re il giorno di Natale del 983 dagli arcivescovi Villigiso di Magonza e Giovanni X di Ravenna, suo padre era già morto da tre settimane. Poco dopo le celebrazioni dell'incoronazione, arrivò la notizia della sua morte e «mise fine alla gioiosa celebrazione», come riferisce Tietmaro di Merseburgo.
La morte di Ottone II provocò rivolte contro la stirpe ottoniana sia in Italia che nell'est dell'impero. In quest'ultima località, ad est dell'Elba, la rivolta slava del 983 distrusse i successi della politica missionaria cristiana. Questa situazione precaria fece sì che numerosi vescovi, che erano alcuni tra i grandi dell'impero, rifuggissero dal prolungato regno di un minore.

### Lotta per succedere a Ottone II

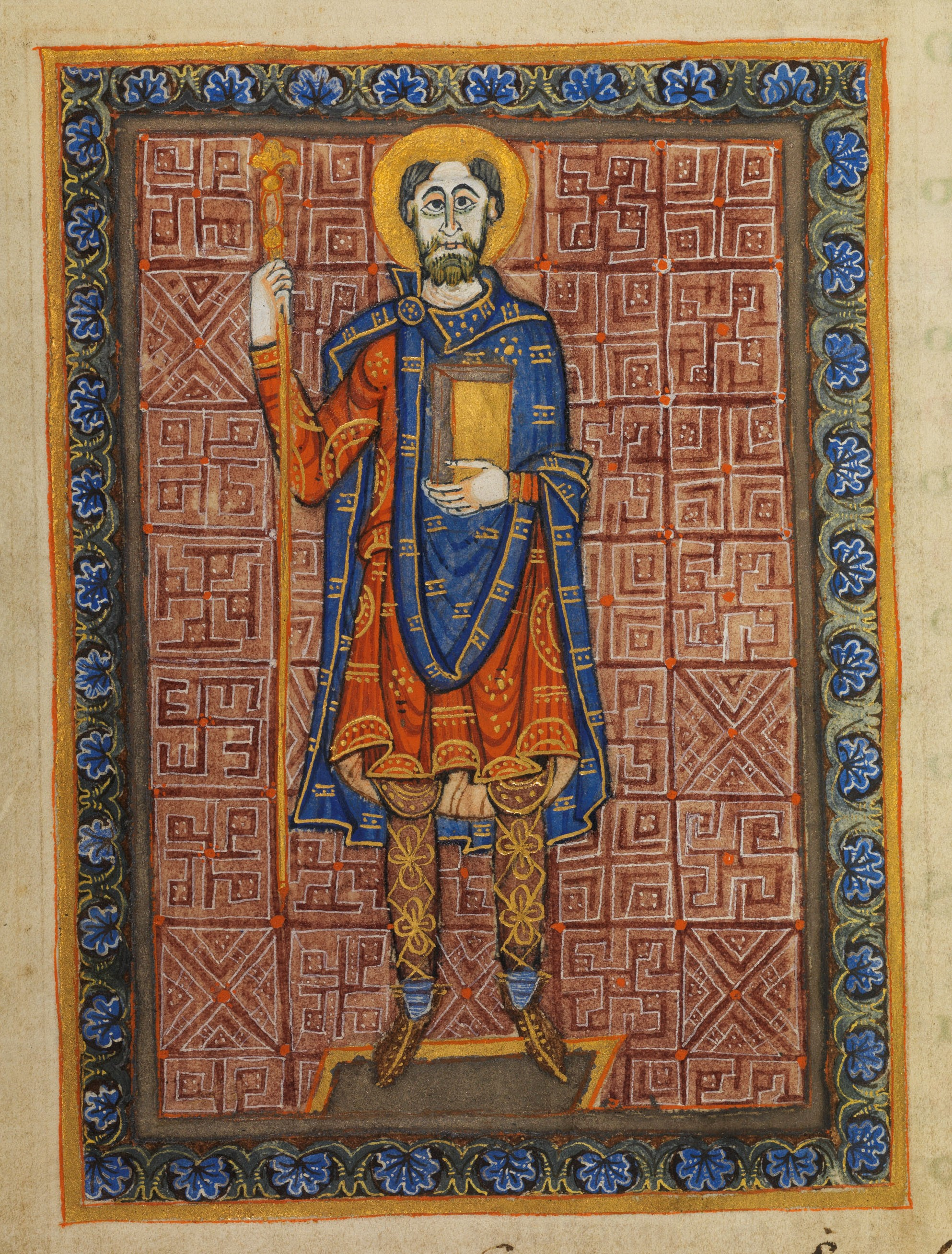
Enrico il Litigioso in abiti franchi (miniatura dal prontuario dell'abbazia di Niedermünster), Biblioteca di Stato di Bamberga, Lit. 142, fol. 4v, 985 circa.

Come membro della linea bavarese dei Liudolfingi/Ottoniani, Enrico il Litigioso era il parente maschio più prossimo al sovrano. Imprigionato ad Utrecht per diverse ribellioni contro Ottone II negli anni 970, Enrico fu rilasciato subito dopo la morte di Ottone dal vescovo Folcmaro di Utrecht. L'arcivescovo Guarino/Warin di Colonia gli consegnò, secondo il diritto di parentela (ius propinquitatis), il giovanissimo re neo-incoronato. Non c'era alcuna obiezioni a tale atto, poiché, oltre alla madre di Ottone, Teofano, sua nonna Adelaide e sua zia Matilde erano ancora in Italia.
Il Litigioso aspirava all'assunzione della regalità e non alla tutela del bambino. Una formulazione nell'epistolario di Gerberto di Aurillac portò a considerare la possibilità di ritenere Enrico coreggente secondo il modello bizantino. Tuttavia, ci sono poche altre fonti a prova di un concetto vero e proprio di coreggenza. Enrico cercò di costruire reti attraverso l'amicitia e i giuramenti. A tale scopo, organizzò subito un incontro a Breisach con lo scopo di stringere un'alleanza con il re dei Franchi Occidentali Lotario IV, che era imparentato con il giovane Ottone al suo stesso grado, essendo i due, come Ottone II, nipoti di Enrico I. Per ragioni inspiegabili, tuttavia, Enrico evitò di incontrare Lotario e si trasferì immediatamente da Colonia, dove era stato consegnato il giovane sovrano, via Corvey in Sassonia. In questa regione, Enrico invitò tutti i grandi a Magdeburgo per celebrare la Domenica delle Palme, e vi cercò apertamente il sostegno necessario alla sua elevazione al trono, ma con poco successo; tuttavia, il suo seguito era abbastanza numeroso da trasferirsi a Quedlinburg e celebrare lì la Pasqua, seguendo consapevolmente la tradizione ottoniana. Mentre si trovava lì, Enrico tentò, attraverso alcune trattative, di ottenere il consenso dei presenti per elevarlo a re, e riuscì a far sì che molti «confermarono e giurarono di offrire il loro aiuto a Enrico, re e signore». Tra coloro che sostenevano Enrico, c'erano i principi slavi Miecislao I di Polonia, Boleslao II di Boemia e il principe obodrita Mistui.
Per contrastare i piani di Enrico, i suoi avversari lasciarono Quedlinburg e prestarono un giuramento (coniuratio) nella fortezza dell'Asselburg, ove si erano riuniti. Quando Enrico venne a conoscenza di ciò, si trasferì con un esercito da Quedlinburg a Werla vicino ai suoi avversari, portando avanti dei tentativi per dividerli al loro interno e al tempo stesso cercando di fare accordi con loro. Mandò anche il vescovo e suo ex-carceriere Folcmaro di Utrecht per intavolare una trattativa, ma divenne presto ben chiaro che gli avversari di Enrico «non avrebbero rinnegato la promessa di fedeltà che avevano fatto al re». Enrico ricevette solo l'assicurazione di futuri negoziati di pace a Seesen. Quindi partì bruscamente per la Baviera, suo ex-ducato, trovando il riconoscimento di tutti i vescovi e di alcuni conti. Dopo i suoi fallimenti in Sassonia e i successi in Baviera, tutto dipendeva ora dalla decisione della Franconia. I grandi di questa regione, sotto la guida dell'arcivescovo di Magonza Villigiso e del duca di Svevia Corrado, non erano affatto disposti a mettere in discussione la successione di Ottone al trono. Enrico quindi evitò il conflitto militare e consegnò il bambino alla madre e alla nonna a Rohr, in Turingia, il 29 giugno 984, ponendo fine alle sue pretese al trono.

### Reggenza delle imperatrici (985-994)
La madre di Ottone, Teofano, funse da reggente dell'impero dal 985 fino alla sua morte. Il lungo periodo della sua reggenza rimase in gran parte privo di conflitti aperti e in questo lasso di tempo tentò di restaurare la diocesi di Merseburgo, che suo marito Ottone II aveva abolito nel 981. Si occupò anche dei cappellani della cappella di corte di suo marito, la cui direzione rimase nelle mani del cancelliere, il vescovo Ildeboldo di Worms e dell'arcicapellano Villigiso di Magonza. Entrambi i vescovi divennero quasi co-reggenti dell'imperatrice per mezzo di interventi regolari.
Nel 986, Ottone III, di soli cinque anni, celebrò la festa di Pasqua a Quedlinburg. I quattro duchi Enrico il Litigioso come Truchsess, ovvero siniscalco, Corrado di Svevia come tesoriere, Enrico il Giovane di Carinzia come coppiere e Bernardo di Sassonia come maresciallo vi esercitarono gli uffici di corte. Questo servizio dei duchi era già stato praticato nell'elevazione di Aquisgrana di Ottone il Grande nel 936 o in quella di Ottone II nel 961: attraverso questo servizio i duchi simboleggiavano la loro volontà di servire il re e la loro subordinazione a questo. Inoltre, il servizio di Enrico il Litigioso nel luogo della sua usurpazione, che era fallita due anni prima, simboleggiava la sua completa sottomissione alla volontà reale. Ottone III ricevette dal conte Hoico e da Bernoardo, che in seguito divenne vescovo di Hildesheim, un'ampia formazione nelle abilità cortigiane e cavalleresche, nonché una formazione e un'educazione intellettuale.
Durante il regno di Teofano, scoppiò la disputa di Gandersheim sulla questione se Gandersheim appartenesse alla diocesi di Hildesheim o di Magonza, e quindi sui diritti dei rispettivi vescovi sull'abbazia. Questa disputa giunse al culmine quando sua sorella Sofia non volle che il vescovo di Hildesheim, Osdag, le conferisse il velo e si rivolse invece all'arcivescovo di Magonza, Villigiso. La minacciosa escalation della disputa fu evitata per il momento in presenza del re Ottone III e di sua madre imperiale Teofano facendo eseguire la cerimonia ad entrambi i vescovi, mentre altri riti sarebbero stati eseguiti dal solo Osdag.
Anche se le cose erano rimaste tranquille sul confine orientale durante i mesi della disputa del trono con Enrico il Litigioso, la rivolta slava del 983 provocò enormi battute d'arresto per la politica missionaria ottoniana. Pertanto, gli eserciti sassoni condussero campagne contro gli slavi dell'Elba nel 985, 986 e 987. Secondo recenti ricerche, il motivo decisivo per queste campagne non era tanto la semplice riconquista dei territori perduti, ma l'impulso di vendetta, l'avidità di bottino o di tributi. La campagna slava del 986 fu accompagnata da Ottone, all'epoca di sei anni, che prese così parte per la prima volta ad un atto di guerra. Il duca polacco Miecislao sostenne più volte i sassoni con un grande esercito e rese omaggio a Ottone, e sembra che lo abbia onorato regalandogli un cammello nel 986. Nel settembre 991 Ottone avanzò contro il Brandeburgo, che fu brevemente occupato. Nel 992, tuttavia, subì pesanti perdite in un'altra campagna slava davanti al Brandeburgo. Durante il periodo delle battaglie sulla frontiera orientale, fu formulato un concetto politico orientale da parte di Teofano, che si dice abbia preparato consapevolmente l'indipendenza ecclesiastica della Polonia. Invece di Magdeburgo, fece dell'abbazia di Memleben il centro della politica missionaria, opponendosi così consapevolmente alle pretese di supremazia di Magdeburgo che miravano alla sovranità sulle aree missionarie. Tuttavia, tali considerazioni sono state fatte in gran parte senza una base di fonti.

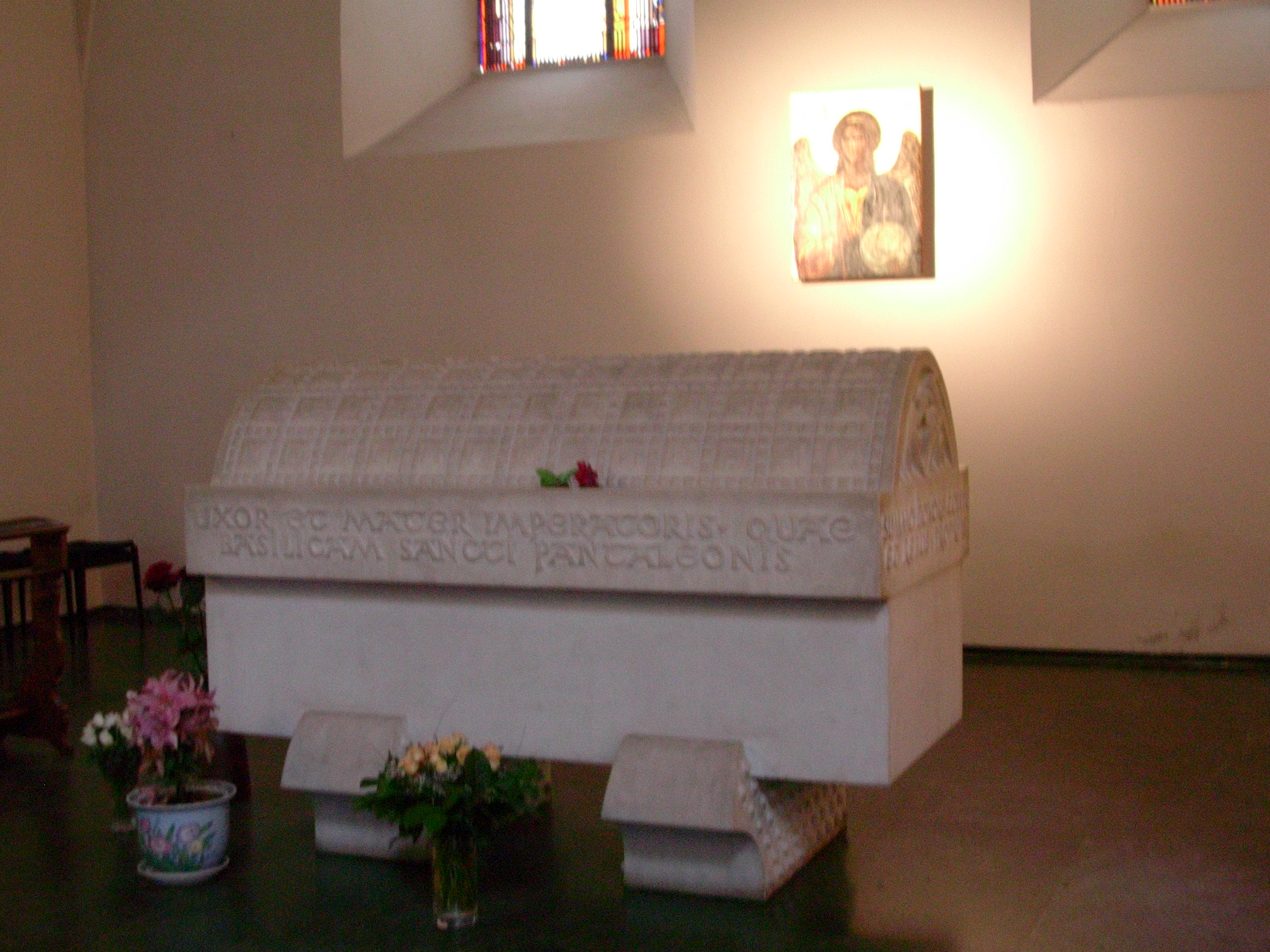
Sarcofago per l'imperatrice Teofano nella chiesa di San Pantaleone a Colonia.

Nel 989 Teofano fece un viaggio in Italia senza suo figlio allo scopo di pregare per la salvezza del marito nel giorno della sua morte. A Pavia affidò l'amministrazione centrale al suo confidente Giovanni Filagato, che aveva elevato ad arcivescovo di Piacenza. In Italia, Teofano emise alcuni documenti a proprio nome, in un caso il suo nome fu addirittura scritto in forma maschile: Theophanis gratia divina imperator augustus. Tuttavia, le poche fonti disponibili rivelano appena i contorni del contenuto della sua politica italiana. Un anno dopo il suo ritorno dall'Italia, Teofano morì alla presenza di suo figlio il 15 giugno 991 a Nimega e fu sepolta nel monastero di San Pantaleone a Colonia. Non si sa quali siano stati gli ultimi consigli o istruzioni di Teofano per il giovane sovrano. Una fondazione commemorativa di Teofano per Ottone II, l'esecuzione della quale incaricò la badessa Matilde II di Essen, anch'essa un'ottoniana, fu realizzata solo dopo il 999 da Ottone III a seguito del trasferimento delle reliquie di san Marso. Anni dopo il re non badò a spese per la salvezza dell'anima di sua madre. Nei suoi documenti parla della sua "amata madre", e fece molte donazioni al monastero di Colonia.
Per gli ultimi anni della minoranza di Ottone, sua nonna Adelaide assunse il regno, ancora sostenuta dalla badessa Matilde di Quedlinburg. Sotto il suo regno, la monetazione ottoniana raggiunse il suo apice. Tuttavia, la politica di Teofano non continuò in tutto: infatti, mentre ella voleva annullare l'abolizione della diocesi di Merseburgo, Adelaide non era pronta a farlo.

### Assunzione del potere

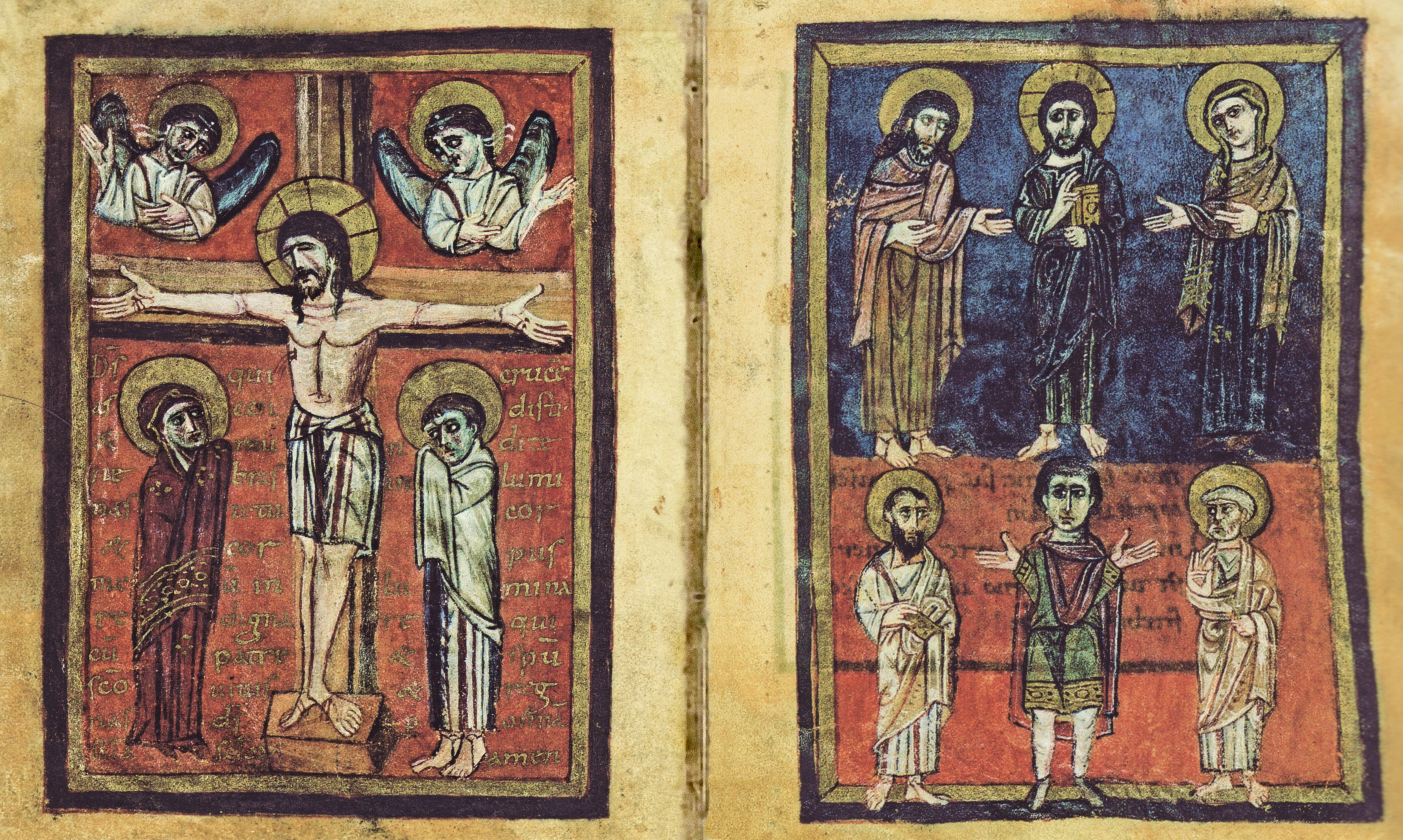
Il libro di preghiere di Ottone III (Bayerische Staatsbibliothek, Clm 30111, fol. 1v – 2r): Ottone in posizione di preghiera, tra i santi Paolo e Pietro, sopra Cristo tra Giovanni e Maria (Deesis) che prega per Ottone. Nel testo di preghiera, l'orante chiede al Rex Regis ("Re dei re", cioè Cristo). Il libro di preghiere personale di Ottone fu scritto a Magonza tra il 984 e il 991, cioè prima di diventare re.

Il passaggio al governo indipendente non avvenne in un atto dimostrativo o in una data specifica, ma piuttosto attraverso la perdita graduale della reggenza delle donne imperiali. Nella ricerca, c'è l'opinione diffusa che Ottone III ottenne la piena reggenza alla presunta dieta imperiale di Sohlingen nel settembre 994 attraverso un'iniziazione alla spada (Schwertleite), ma le fonti non contengono alcun riferimento a tale atto di elevazione alla maggior età di carattere militare o l'imposizione della spada, che avrebbe segnato la fine della reggenza e l'inizio del governo indipendente. Un documento datato 6 luglio 994, in cui Ottone cedeva il feudo di Eschwege a sua sorella Sofia, è stato interpretato dallo storico Johannes Laudage come l'inizio del suo governo indipendente. Tuttavia, Ottone conferì molte donazioni - anche per sua sorella - quando era ancora minorenne.
Ottone prese le prime decisioni indipendenti già nel 994 e nominò un tedesco, il suo confidente Eriberto di Colonia, a cancelliere d'Italia, una posizione che fino ad allora era stata riservata solo agli italici. A Ratisbona, nello stesso anno, Ottone insediò il suo cappellano Gebeardo nella relativa sede vescovile al posto del chierico di Ratisbona Tagino, che era stato invece eletto dal capitolo della cattedrale.
Nell'estate del 995 tenne un Hoftag a Quedlinburg e da metà agosto all'inizio di ottobre continuò le campagne contro gli slavi dell'Elba che vivevano a nord, che avevano avuto luogo quasi ogni anno dalla rivolta slava del 983. In queste campagne, Meclemburgo, il castello più importante degli Obodriti, non fu, come spesso si suppone, occupato da Ottone ma questo vi soggiornò come amico e patrono del duca obodrita. Dopo il suo ritorno, egli ampliò considerevolmente la diocesi di Meißen con un privilegio emesso a Francoforte il 6 dicembre 995, e moltiplicò le entrate delle decime.
Nel settembre 995, il vescovo Giovanni Filagato e il vescovo Bernoardo di Würzburg furono inviati a Bisanzio per tentare di trovare una consorte per Ottone III; Bernoardo morì il 20 settembre 995 sull'isola Eubea, prima che la legazione potesse raggiungere Costantinopoli. Le trattative con Bisanzio continuarono con una seconda ambasciata condotta dall'arcivescovo di Milano Arnolfo II e di concluse con successo poco prima della morte di Ottone, e si riuscì ad ottenere la mano di Zoe, una principessa nata nella porpora, caratteristica non detenuta dalla madre Teofano: ella si recò in Italia e sbarcò a Bari accompagnata da Arnolfo, ma Ottone era ormai già morto da qualche tempo e dovette tornare a Bisanzio.

## Imperatore Ottone III

### Il primoItalienzug

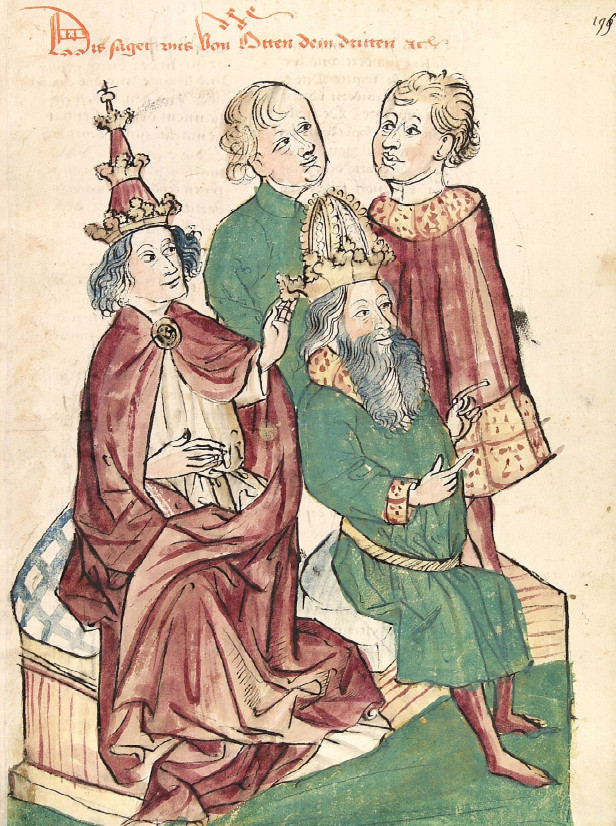
Ottone III è unto imperatore da papa Gregorio V - Disegno a penna colorata della bottega di Diebold Lauber, 1450 circa.

Non fu solo la desiderata incoronazione imperiale che spinse il re Ottone III a trasferirsi presto in Italia, ma anche un grido di aiuto di papa Giovanni XV, che aveva dovuto lasciare Roma a causa del conflitto con il partito capitanato dal prefetto della città romana Crescenzio il Giovane. Nel marzo del 996 Ottone partì da Ratisbona per il suo primo Italienzug. A Verona divenne il padrino di un figlio del doge veneziano Pietro II Orseolo, Ottone Orseolo, che sarebbe poi diventato anche doge dal 1009 al 1026, continuando così la tradizionale buona relazione degli ottoniani con i dogi.
A Pavia, ove venne incoronato re degli Italici il 12 aprile, una legazione romana si incontrò con Ottone per negoziare la successione a papa Giovanni XV, che nel frattempo era morto. Mentre era ancora a Ravenna, nominò il suo parente e cappellano di corte Bruno di Carinzia successore alla cattedra pontificia come Gregorio V e si fece accompagnare a Roma dall'arcivescovo Villigiso di Magonza e dal vescovo di Worms Ildeboldo, divenendo il primo "tedesco" ad essere elevato al papato. Appena un giorno dopo il suo arrivo a Roma, Ottone fu ricevuto solennemente dal senato e dalla nobiltà della città e incoronato imperatore dal "suo" papa il 21 maggio 996, la festa dell'Ascensione.
Con questa decisione, Ottone III superò la capacità di azione di suo nonno Ottone I, in quanto non si accontentò più di approvare un'elezione papale, ma la indirizzò deliberatamente nella direzione del proprio candidato. A causa di questa decisione personale, però, il papa non poteva avere alcun appoggio a Roma ed era pertanto ancora più dipendente dall'aiuto dell'imperatore. Fin da Ottone I, c'erano stati continui conflitti tra i papi fedeli all'imperatore e i candidati dei gruppi aristocratici urbani romani. La principale famiglia nobile romana dei Crescenzi doveva la sua ascesa ai papi precedenti da loro nominati e basavano la loro potenza sulla cessione dei diritti papali e delle relative entrate in Sabina.
Le celebrazioni dell'incoronazione, che durarono diversi giorni, furono seguite da un sinodo, durante il quale si evidenziò la stretta collaborazione tra imperatore e papa nella presidenza congiunta del sinodo e nella redazione dei documenti. Il sinodo dell'incoronazione mise, inoltre, in contatto Ottone III con due persone importanti che avrebbero avuto una forte influenza sulla sua vita futura: da un lato con l'arcivescovo di Reims Gerberto di Aurillac, che già in quel periodo aveva contatti così stretti con l'imperatore da scrivere diverse lettere a suo nome, e dall'altro con Adalberto di Praga, un rappresentante del rafforzato movimento di pietà ascetico-eremitica. Ottone e Gerberto di Aurillac si separarono momentaneamente, ma già pochi mesi dopo Gerberto ricevette l'invito imperiale ad entrare in servizio del sovrano: in qualità di precettore di Ottone III, avrebbe dovuto aiutare il sovrano ad acquisire una subtilitas (raffinatezza) greca al posto della rusticitas (rusticità) sassone.
Il prefetto della città romana Crescenzio fu condannato all'esilio da Ottone III, ma venne graziato per intercessione di papa Gregorio V. Così Ottone III praticò la clementia, che era una componente centrale dell'esercizio di potere ottoniano.
Dopo l'incoronazione imperiale, Ottone tornò nel regno franco orientale all'inizio di giugno 996. Soggiornò dal dicembre 996 all'aprile 997 sul Basso Reno e soprattutto ad Aquisgrana. Decisioni concrete durante questo periodo, come lo svolgimento di Hoftag, non sono note.

### Il secondoItalienzug

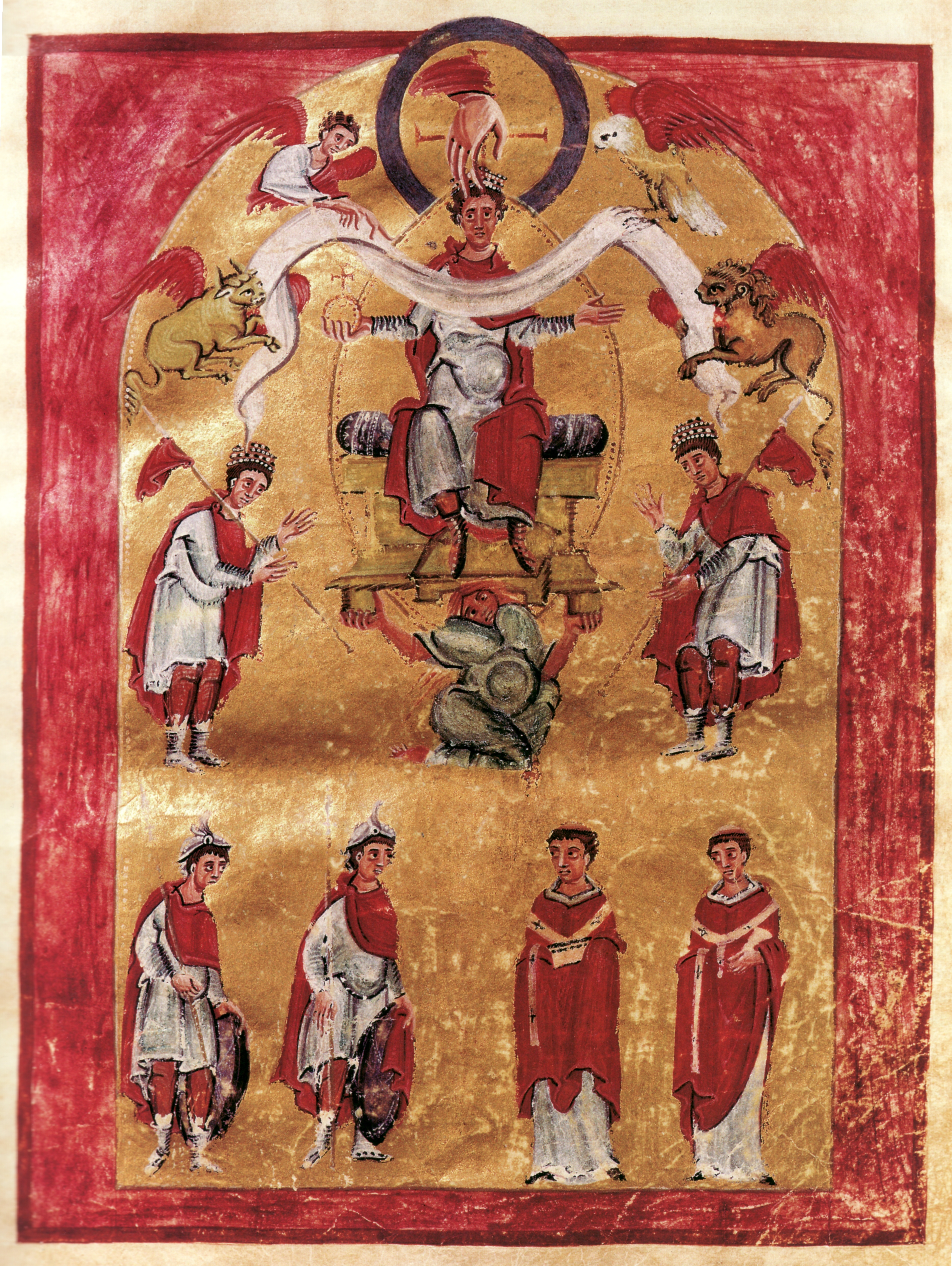
L'immagine del sovrano nel vangelo di Liutario di Aquisgrana, dono di Ottone III alla cattedrale di Aquisgrana. È considerato il documento più impressionante della sacralizzazione del sovrano. Mai prima o dopo un miniatore ottoniano aveva comparato così intimamente un imperatore a Cristo. Il sovrano, chiamato Ottone, è sorretto da una figura femminile e proietta la sua testa nella sfera divina da cui la mano di Dio gli pone la corona. Il sovrano in trono è assistito da due figure incoronate. Sotto ci sono due dignitari secolari e due arcivescovi. La datazione (tra il 990 e il 1000) della miniatura e il suo patrono sono oggetto di controversia accademica. Tesoro della cattedrale di Aquisgrana, fol. 16r.

Già alla fine del settembre 996, solo pochi mesi dopo il suo perdono, Crescenzio espulse papa Gregorio V da Roma e nominò un antipapa nella persona dell'arcivescovo di Piacenza ed ex confidente di Teofano, Giovanni Filagato. Ottone III, che era ancora in Italia, tuttavia, prima di intervenire negli affari romani, diede priorità alla sicurezza del confine sassone e valicò le Alpi e nell'estate del 997 condusse una campagna contro i Venedi.
Nel dicembre 997 Ottone iniziò il suo secondo Italienzug. La dimensione del suo esercito è sconosciuta, ma era accompagnato da una moltitudine di grandi secolari ed ecclesiastici. La sua dilectissima soror Sofia, che lo aveva accompagnato nel suo primo Italienzug ed era rimasta con lui durante il suo lungo soggiorno ad Aquisgrana, non era più con lui e la sua presenza a corte non fu mai più menzionata. Durante la seconda campagna in Italia, Ottone affidò alla badessa Matilda di Quedlinburg il compito di rappresentarlo a nord dell'impero, carica che fino ad allora era stata ricoperta solo da duchi o arcivescovi.
Quando Ottone apparve a Roma nel febbraio 998, i romani raggiunsero un accordo amichevole con lui e gli permisero di marciare pacificamente su Roma. I capi dei romani, che non vollero rendersi dipendenti dalla nobile famiglia dei Crescenzi, non sono menzionati per nome nelle fonti. Nel frattempo, il prefetto della città Crescenzio si trincerò a Castel Sant'Angelo. L'antipapa Giovanni Filagato fuggì da Roma e si nascose in una torre fortificata. Fu catturato e accecato da un distaccamento dell'esercito ottoniano comandato dal conte di Brisgovia Bezelino di Villingen, e il suo naso e la sua lingua furono mutilati ed infine fu deposto in un sinodo.
Dopo un intenso assedio, l'esercito imperiale guidato dal margravio di Meißen Eccardo I riuscì a catturare Crescenzio e lo decapitò. Il cadavere fu gettato dai merli di Castel Sant'Angelo, poi appeso per le gambe sul Monte Mario con dodici compagni, anch'essi giustiziati, e messo in mostra.
I contemporanei criticarono le azioni crudeli dell'imperatore e del papa. Così l'anziano abate Nilo da Rossano partì per Roma alla notizia della mutilazione dell'antipapa, per portare Giovanni Filagato nel suo monastero, ma Gregorio V e Ottone III, tuttavia, rifiutarono. Sembra che Nilo abbia minacciato l'imperatore con la punizione eterna di Dio e abbia lasciato Roma. Tuttavia, Crescenzio aveva già ricevuto il perdono e grazia una volta e, secondo le "regole del gioco della gestione dei conflitti medievali", la parte che rompeva un trattato di pace doveva aspettarsi una particolare severità.
Una bolla di piombo con il motto Renovatio imperii Romanorum apparve per la prima volta in un documento di Ottone del 28 aprile 998, emesso per l'abbazia di Einsiedeln, che richiamava inoltre l'attenzione sull'esecuzione di Crescenzio nella linea di datazione. Il nuovo motto apparve continuamente sulle carte imperiali fino al tempo del ritorno di Ottone III da Gniezno e fu sostituito dalla frase Aurea Roma dal gennaio 1001.

### Soggiorno in Italia 997–999
Durante il suo soggiorno in Italia, che durò diversi anni, l'imperatore e il papa tentarono di riformare la chiesa. I beni ecclesiastici alienati dovevano essere restituiti al controllo delle istituzioni ecclesiastiche. Questo obiettivo servì anche alle loro azioni contro un parente di Crescenzio, un conte della Sabina di nome Benedetto, che costrinsero personalmente con un esercito a restituire i beni rubati all'abbazia di Farfa.
Ottone fece ristrutturare un palazzo imperiale sull'Aventino. Durante il suo soggiorno in Italia, l'imperatore fu anche attivo in diverse decisioni sulle posizioni di potere da Roma e fece occupare importanti sedi episcopali da stretti confidenti e, ad esempio, conferì la carica di arcivescovo di Ravenna a Gerberto di Aurillac nell'aprile del 998.
Dopo la morte del vescovo di Halberstadt Hildeward nel novembre 996, che fu una delle menti dietro l'abolizione della diocesi di Merseburgo, Ottone III e papa Gregorio V nel 997 ripresero la procedura per la ricreazione della suddetta diocesi e giustificò questa procedura al sinodo romano a cavallo dell'anno 998/99 con il fatto che lo scioglimento della diocesi nel 981 aveva violato il diritto canonico, in quanto la diocesi fu sciolta sine concilio. Tuttavia, fu solo il successore di Ottone, Enrico II, che ripristinò la diocesi di Merseburgo nel 1004.
All'inizio del 999 Ottone trovò il tempo per un altro pellegrinaggio penitenziale a Benevento e sul Monte Gargano, che gli sarebbe stato imposto dall'eremita Romualdo come espiazione per i suoi atti contro Crescenzio e Giovanni Filagato. Durante il tragitto, Ottone apprese che Gregorio V era morto a Roma dopo una breve malattia a soli 27 anni d'età circa. In questo periodo visitò anche Nilo da Rossano in qualità di pellegrino penitente.
Dopo il suo ritorno, elevò ancora una volta un non romano al papato, il suo confidente Gerberto di Aurillac, che assunse il nome di Silvestro II. Il nome non era causale: infatti il suo omonimo secoli prima aveva tradizionalmente aveva affiancato e battezzato Costantino ed al quale si credeva che l'imperatore avesse effettuato la famosa donazione, rivelatasi poi un falso. L'imperatore fu anche attivo in altre decisioni personali da Roma e fece occupare importanti sedi episcopali da stretti confidenti. Così elevò il suo cappellano Leone a vescovo di Vercelli, consegnandogli così una sede vescovile problematica, poiché il suo predecessore Pietro di Vercelli era stato assassinato dal marchese Arduino d'Ivrea, il quale fu condannato alla penitenza ecclesiastica in un sinodo romano del 999. Al marchese fu ordinato di deporre le armi e di non passare due notti nello stesso luogo, se le sue condizioni di salute lo consentivano. In alternativa a questa penitenza, gli fu data la possibilità di diventare monaco. Non è noto se il marchese abbia rispettato le condizioni della penitenza della chiesa. Anche a seguito della morte del vescovo Evergero di Colonia, Ottone e il suo cancelliere Eriberto nominarono una persona di cui si fidava in questa importante diocesi.

### Attività ad est
Nel febbraio/marzo 1000 Ottone fece un pellegrinaggio da Roma a Gniezno, principalmente per motivi religiosi, in quanto, secondo Tietmaro, voleva pregare sulla tomba del suo confidente Adalberto, ucciso dai pagani prussi il 23 aprile 997. I testi agiografici sottolineano che Ottone venne a Gniezno per impossessarsi delle reliquie di Adalberto.
Al suo arrivo a Gniezno, i motivi religiosi erano inizialmente in primo piano. A piedi nudi, Ottone si lasciò accompagnare alla tomba di Adalberto dal vescovo locale, Ungero di Poznań, e, in lacrime, chiese in preghiera al martire di mediare con Cristo. Successivamente, la città fu elevata allo status di arcivescovado e fu fondata un'organizzazione ecclesiastica indipendente in Polonia. Alla neonata provincia ecclesiastica di Gniezno fu assegnata l'attuale diocesi di Cracovia e le neonate diocesi di Kolberg e di Breslavia come suffraganee. Il dominio di Boleslao I Chrobrys ottenne così l'indipendenza ecclesiastica.
Le ulteriori azioni di Ottone a Gniezno sono oggetto di controversia accademica. Un resoconto dettagliato degli eventi è dato nella storia della Polonia dal cosiddetto Gallus Anonymus, che scrisse la cronaca polacca già nel XII secolo e l'intera sua opera aveva lo scopo di sottolineare l'importanza del potere e della ricchezza di Boleslao. Riferisce con molti dettagli che Ottone III aveva elevato Boleslao a re, anche se questa informazione non è trasmessa dalle fonti sassoni. Il processo di elevazione di un re è controverso nella ricerca moderna. La tesi di Johannes Fried (1989), secondo cui a Gniezno ebbe luogo un'elevazione reale limitata all'atto secolare, è stata controbattuta da Gerd Althoff (1996) che ha sostenuto che Boleslao fu onorato a Gniezno in modo particolarmente onorevole come amicus nel quadro di un'alleanza di amicizia di Ottone III, ponendogli la corona sulla testa. Gli atti di consegna dei doni menzionati da Gallo e l'unità dimostrativa attraverso una festa della durata di più giorni erano comuni nelle amicitiae altomedievali.
Sulla via del ritorno in Germania, Boleslao affidò all'imperatore una splendida scorta e accompagnò l'imperatore via Magdeburgo fino ad Aquisgrana. Sembra che Ottone gli abbia dato la sedia del trono di Carlo Magno.

### Ritorno a Roma

L'impero intorno all'anno 1000.

Nonostante la lunga assenza di Ottone, non ci furono grandi controversie nel regno dei Franchi Orientali oltralpe e la sua permanenza nella parte settentrionale dell'impero durò solo pochi mesi. Ottone celebrò la Domenica delle Palme e la Pasqua a Quedlinburg a Magdeburgo. Via Trebur proseguì per Aquisgrana, il luogo che “dopo Roma amava di più”, come si legge negli annali di Quedlinburg. Durante questi mesi a Magdeburgo, Quedlinburg e Aquisgrana, discusse la ricreazione della diocesi di Merseburgo nelle assemblee sinodali, senza arrivare a una decisione. Ad Aquisgrana conferì ad alcune chiese le reliquie di Adalberto. Lì cercò e aprì la tomba di Carlo Magno. I contemporanei criticavano già questa azione come un grave sacrilegio, per il quale Dio aveva punito l'imperatore con la sua morte prematura. Le azioni di Ottone è stato interpretato da Knut Görich come una preparazione per la canonizzazione di Carlo Magno. Ernst-Dieter Hehl ha anche valutato i preparativi per la canonizzazione come parte di un piano per l'istituzione di una diocesi ad Aquisgrana.
Da Aquisgrana, Ottone si trasferì nuovamente a Roma nell'estate dell'anno 1000. In questo periodo scoppiò di nuovo la disputa di Gandersheim tra i vescovi Villigiso di Magonza e il vescovo Bernoardo di Hildesheim, quando l'occasione della consacrazione della chiesa rese inevitabile la decisione su quale dei due vescovi fosse ora responsabile di Gandersheim. Il vescovo Bernoardo anticipò l'avversario e si recò a Roma e si fece confermare la sua pretesa da Ottone III e da un sinodo romano. A seguito del viaggio di Bernoardo, sulla questione di Gandersheim si riunirono quasi contemporaneamente due sinodi: uno regionale a Gandersheim e uno generale a Roma, presieduto dall'imperatore e dal papa. Tuttavia, né questo né un successivo sinodo a Pöhlde sono stati in grado di risolvere la controversia. La disputa durò fino ai regno degli imperatori Enrico II e Corrado II e richiese diversi sinodi prima di essere definitivamente risolto nel 1030.
L'imperatore rimase in Italia per tutta la seconda metà dell'anno senza alcuna attività di governo di rilievo. Ciò si rese necessario solo all'inizio del 1001, quando gli abitanti di Tivoli si ribellarono al dominio imperiale. Ottone quindi assediò Tivoli, e la Vita Bernwardi, un panegirico di Tangmaro sul suo allievo e vescovo Bernoardo, enfatizza l'importanza di questo nella sottomissione dei residenti. Nello stesso mese dell'assedio di Tivoli ebbe luogo anche un insolito atto giuridico, cioè la redazione di un atto imperiale di donazione a papa Silvestro II, in cui si sottolinea senza mezzi termini la scellerata politica dei papi precedenti, che avevano perso i loro possedimenti per negligenza e incompetenza e avevano tentato di appropriarsi illegalmente dei diritti e dei doveri dell'impero. Nei suoi rapporti con il papato, Ottone si preoccupò di mantenere il primato imperiale e rifiutò le rivendicazioni territoriali della chiesa romana derivanti dalla donazione di Costantino, anzi, essa fu ritenuta, così come la sua riproduzione da parte di Giovanni Diacono, come "menzognere" e affidò (e non donò) invece otto contee della pentapoli italiana a San Pietro per la sua stessa autorità imperiale.
I romani, capeggiati da Gregorio I dei conti di Tuscolo, si ribellarono nelle settimane attorno all'emissione di questo documento, sembra a causa del trattamento troppo indulgente verso Tivoli e a causa della mancata cessione della Villa Adriana, ma l'insurrezione ebbe fine in modo pacifico in pochi giorni attraverso alcuni negoziati. Il decano della cattedrale di Hildesheim Tangmaro, che accompagnò il suo vescovo e allievo Bernoardo di Hildesheim a Roma nel 1001, trascrisse, nel contesto delle trattative di pace, il famoso discorso di Ottone ai romani, in cui affermò la sua preferenza per Roma e la trascuratezza dei suoi legami sassoni. Commosso fino alle lacrime da questo discorso, i romani catturarono due uomini e li picchiarono brutalmente per mostrare la loro volontà di arrendersi e di fare pace. Nonostante i gesti di pace, però, la sfiducia persisteva. I consiglieri esortarono quindi l'imperatore a fuggire da questa situazione incerta e di attendere i rinforzi fuori Roma.

### Morte

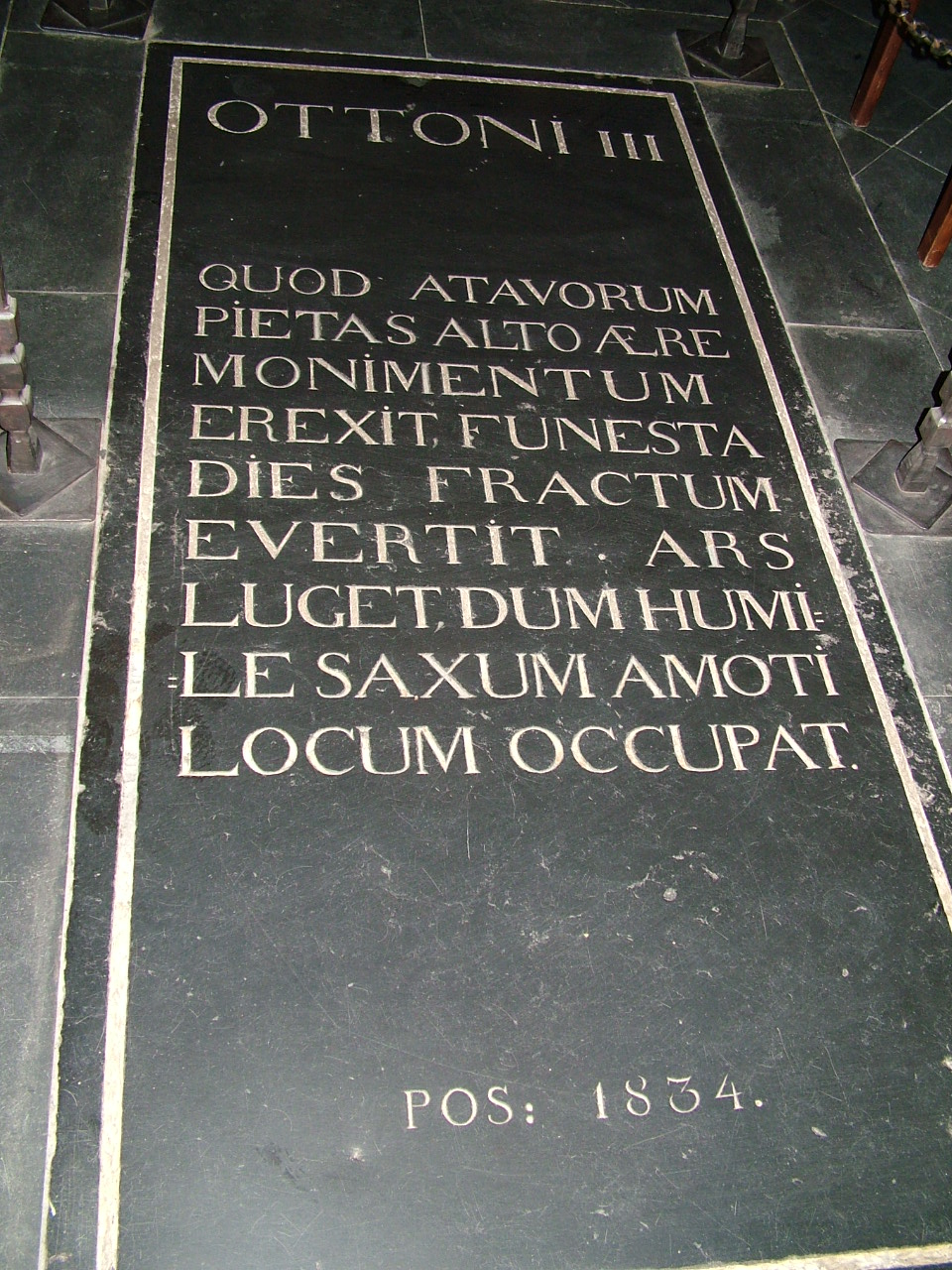
Tomba di Ottone III nella cattedrale di Aquisgrana.

Pertanto, Ottone III e papa Silvestro II si allontanarono da Roma e si spostarono a nord verso Ravenna. Successivamente, Ottone ricevette ambasciate da Boleslao I Chrobry, si accordò con una legazione ungherese per stabilire una provincia ecclesiastica con l'arcidiocesi di Esztergom come sua metropoli e si assicurò che il nuovo arcivescovo Askericus elevasse Stefano d'Ungheria a re. Inoltre, Ottone rafforzò in questo periodo le relazioni amichevoli con il doge di Venezia Pietro II Orseolo, con il quale si incontrò segretamente a Pomposa e Venezia; Ottone, inoltre, aveva assunto il ruolo di padrino di suo figlio nel 996 e nel 1001 fece da padrino di battesimo alla figlia.
Al contrario, le fonti agiografiche - la Vita di Romualdo di Pietro Damiani e la Vita quinque fratrum di Bruno di Querfurt - dipingono un quadro di un monarca dilaniato nella sua anima durante questi mesi. Sembra che Ottone abbia visitato l'eremita Romualdo a Pereum durante la Quaresima del 1001 e vi si sia sottoposto a esercizi di penitenza e digiuno, il tutto culminante nella promessa di Ottone di lasciare il regno a qualcuno migliore e di farsi monaco a Gerusalemme, ma affermò che prima avrebbe trascorso altri tre anni al potere per correggere "gli errori" (errata) del suo governo. Quali errori intendesse non è riportato. Rispetto ad altri sovrani dell'alto medioevo, la densità delle affermazioni delle fonti circa le conquiste ascetiche e le inclinazioni monastiche dell'imperatore è in ogni caso singolare.

#### Successione
Verso la fine dell'anno 1001, si mosse verso Roma con i contingenti di alcuni vescovi imperiali che erano arrivati molto esitanti in Italia. Tuttavia, improvvisamente, sviluppò una grave febbre e Ottone III morì nel castello di Paterno, non lontano da Roma, il 23 o il 24 gennaio 1002, all'età di soli 21 anni. Diverse fonti sottolineano la morte calma e cristiana del sovrano. L'autore della Vita Meinwerci ipotizzò che Ottone fosse stato avvelenato. Poco tempo, dopo la sua promessa sposa Zoe, principessa bizantina nata nella porpora, sbarcò a Bari, per scoprire della morte di Ottone, ed ella dovette tornare indietro.
La morte dell'imperatore fu inizialmente tenuta segreta fino a quando i comandanti dell'esercito non furono designati ed informati. Allora l'esercito si ritirò dall'Italia, costantemente minacciato dai nemici, per compiere la volontà di Ottone e seppellirlo ad Aquisgrana. Quando il corteo funebre, cui faceva parte, tra gli altri, Wichmann III, si trasferì da Paterno via Lucca e Verona alla Baviera nel febbraio 1002, il duca di Baviera e figlio di Enrico il Litigioso, Enrico, della linea bavarese dei Liudolfingi, secondo Tietmaro, ricevette il corteo funebre a Polling e sollecitò i vescovi e nobili in alcuni colloqui e con promesse di eleggerlo re. Per chiarire la sua pretesa di re, si atteggiò come legittimo successore occupandosi della salvezza del proprio predecessore, ed ordinò che le viscere dell'imperatore defunto fossero sepolte nella cappella di Sant'Ulrico nella chiesa di Afra ad Augusta e si occupò ulteriormente della memoria del defunto con una ricca donazione. Tuttavia, nessuno dei partecipanti al corteo funebre sostenne la successione di Enrico a re, ad eccezione del vescovo di Augusta. Le riserve che i seguaci di Ottone III nutrivano nei confronti di Enrico rimangono sconosciute nei dettagli: è da sottolineare però che Enrico apparteneva ad una linea dinastica che aveva tentato in tutte le sue generazioni di ascendere al trono a danno della linea principale, venendo contrastato da una parte dell'élite franco-orientale, e certamente questa era piuttosto reticente ad elevare il figlio di quell'avversario che, soli pochi decenni prima, aveva tentato di impossessarsi del trono.
Al funerale di Ottone nella Pasqua del 1002 ad Aquisgrana, i grandi ribadirono il loro rifiuto, in quanto a loro avviso Enrico era inadatto alla regalità per molte ragioni (forse alludendo ai suoi costanti malanni). In Italia, invece, già il 15 febbraio 1002 i grandi italici riunitosi a Pavia elessero a re d'Italia Arduino d'Ivrea, un avversario di Ottone III, contro cui Enrico II, una volta al potere e dopo aver surclassato gli altri pretendenti al trono, poté prevalere solo in lunghe trattative e faide negli anni successivi.

## Ascendenza
|                        |   |                        | Genitori                |  |  | Nonni |  |  | Bisnonni             |  |  | Trisnonni         |  |
|                        |   |                        |                         |  |  |       |  |  | Enrico l'Uccellatore |  |  | Ottone l'Illustre |  |
|                        |   |                        |                         |  |  |       |  |  | Enrico l'Uccellatore |  |  | Ottone l'Illustre |  |
|                        |   | Edvige di Babenberg    |                         |  |  |       |  |  | Enrico l'Uccellatore |  |  |                   |  |
| Ottone I               |   |                        |                         |  |  |       |  |  | Enrico l'Uccellatore |  |  |                   |  |
|                        |   | Matilde di Ringelheim  | Teodorico di Ringelheim |  |  |       |  |  |                      |  |  |                   |  |
|                        |   | Matilde di Ringelheim  | Teodorico di Ringelheim |  |  |       |  |  |                      |  |  |                   |  |
|                        |   | Matilde di Ringelheim  | Rainilde di Frisia      |  |  |       |  |  |                      |  |  |                   |  |
| Ottone II              |   | Matilde di Ringelheim  |                         |  |  |       |  |  |                      |  |  |                   |  |
|                        |   | Rodolfo II di Borgogna | Rodolfo I di Borgogna   |  |  |       |  |  |                      |  |  |                   |  |
|                        |   | Rodolfo II di Borgogna | Rodolfo I di Borgogna   |  |  |       |  |  |                      |  |  |                   |  |
|                        |   | Rodolfo II di Borgogna | Willa di Provenza       |  |  |       |  |  |                      |  |  |                   |  |
| Adelaide di Borgogna   |   | Rodolfo II di Borgogna |                         |  |  |       |  |  |                      |  |  |                   |  |
|                        |   | Berta di Svevia        | Burcardo II di Svevia   |  |  |       |  |  |                      |  |  |                   |  |
|                        |   | Berta di Svevia        | Burcardo II di Svevia   |  |  |       |  |  |                      |  |  |                   |  |
|                        |   | Berta di Svevia        | Regelinda               |  |  |       |  |  |                      |  |  |                   |  |
| Ottone III di Sassonia |   | Berta di Svevia        |                         |  |  |       |  |  |                      |  |  |                   |  |
|                        | - | -                      |                         |  |  |       |  |  |                      |  |  |                   |  |
|                        | - | -                      |                         |  |  |       |  |  |                      |  |  |                   |  |
|                        | - | -                      |                         |  |  |       |  |  |                      |  |  |                   |  |
| Costantino Skleros     | - |                        |                         |  |  |       |  |  |                      |  |  |                   |  |
|                        |   | -                      | -                       |  |  |       |  |  |                      |  |  |                   |  |
|                        |   | -                      | -                       |  |  |       |  |  |                      |  |  |                   |  |
|                        |   | -                      | -                       |  |  |       |  |  |                      |  |  |                   |  |
| Teofano                |   | -                      |                         |  |  |       |  |  |                      |  |  |                   |  |
|                        |   | Leone II Foca          | Barda Foca il Vecchio   |  |  |       |  |  |                      |  |  |                   |  |
|                        |   | Leone II Foca          | Barda Foca il Vecchio   |  |  |       |  |  |                      |  |  |                   |  |
|                        |   | Leone II Foca          | -                       |  |  |       |  |  |                      |  |  |                   |  |
| Sofia Foca             |   | Leone II Foca          |                         |  |  |       |  |  |                      |  |  |                   |  |
|                        |   | -                      | -                       |  |  |       |  |  |                      |  |  |                   |  |
|                        |   | -                      | -                       |  |  |       |  |  |                      |  |  |                   |  |
|                        |   | -                      | -                       |  |  |       |  |  |                      |  |  |                   |  |
|                        |   | -                      |                         |  |  |       |  |  |                      |  |  |                   |  |

## Conseguenze

### Dopo la morte di Ottone III
Già nei primi tempi della sua ascesa al trono, Enrico II emise dei decreti per la salvezza del suo predecessore, in cui è definito il “cugino amato” e il “buon imperatore Ottone di divina memoria”. Confermò numerosi documenti e decreti di Ottone e, come questo, celebrò la Domenica delle Palme del 1003 a Magdeburgo, presso la tomba di Ottone I, così come la Pasqua a Quedlinburg, presso le tombe dei suoi antenati Enrico I e di sua moglie Matilde. Tuttavia, Enrico fece nuovamente della parte tedesca dell'impero il suo centro di potere. Così impiegò più di un decennio prima di cacciare il re rivale italiano dal trono italico.
La modifica dell'iscrizione sulla bolla da Renovatio imperii Romanorum, come in uso al tempo di Ottone III, a Renovatio regni Francorum, cioè da "rinnovamento dell'impero romano" a "rinnovamento del regno franco", come era ora praticato da Enrico II, è stato a lungo interpretato come il cambio di rotta più grande di una politica del nuovo sovrano sistematicamente perseguita, ma uno studio di Knut Görich ha mostrato che si tratta di un'interpretazione eccessiva: secondo questo, infatti, ci sono ventitré bolle di Ottone rispetto alle sole quattro bolle di Enrico. La "Frankenbulle" è stata utilizzata solo per un breve periodo e, successivamente, solo in occasioni correnti, vale a dire dopo l'attuazione politica nell'Impero nel gennaio e febbraio 1003. A parte questo, fu usato accanto ai tradizionali sigilli di ceralacca e fu presto abbandonato nuovamente.
D'altra parte, un cambiamento più evidente avvenne nella politica di Enrico II verso il sovrano polacco. Mentre Boleslao I Chobry veniva, con Ottone III, elevato a Gniezno nell'anno 1000 allo status di fratello e coadiutore dell'impero, oltre che amico e compagno del popolo romano (fratrem et cooperatorem imperii constituit et populi Romani amicum et socium appelavit), la politica sotto Enrico cambiò nei suoi confronti, che può essere diviso in tre fasi sulla base dei trattati di pace di Poznań del 1005, Merseburgo del 1013 e Bautzen del 1018.

### Giudizi dei contemporanei
I contemporanei che dovevano spiegare la morte prematura dell'imperatore ne cercavano le ragioni in Ottone stesso, il quale doveva aver suscitato l'ira di Dio attraverso azioni peccaminose. In questo contesto, in particolare la Italienpolitik di Ottone fu giudicata in modo estremamente critico dai contemporanei.
Negli annali di Quedlinburg, che sono scritti interamente dal punto di vista dell'Hauskloster della stirpe ottoniana, o più precisamente dalle sue badesse di sangue reale, cioè la zia o la sorella di Ottone III, si dice che egli favorì i romani ad altri popoli per un suo affetto speciale. Tuttavia, il governo di Ottone non è criticato; quasi tutto il mondo piange la sua morte, che non appare né come conseguenza dei suoi peccati né per quella degli altri.
Tietmaro di Merseburgo, a cui intenzione era quella di sottolineare l'ingiustizia dell'abolizione della diocesi di Merseburgo, espresse la sua disapprovazione per la Italienpolitik di Ottone. Nella sua Cronaca, egli narra che l'imperatore pranzava ad un tavolo semicircolare su una sedia rialzata nel suo palazzo secondo l'usanza bizantina, contrariamente all'usanza dei re franchi e sassoni: questo filo bizantinismo culturale-politico, forse trasmesso dalla madre, la quale era bizantina e visse la sua giovinezza a Costantinopoli, si espresse anche dalla dura punizione inflitta al greco e anti-papa Giovanni Filagato, il quale, come sopra detto, fu accecato, la sua lingua fu mozzata così come il naso, per poi vedersi le proprie vesti strappate di dosso nel sinodo che lo depose e trascinato per Roma nudo in groppa di un asino, seduto al contrario; un ulteriore segno del carattere "bizantino" dell'azione di governo di Ottone, fu la duplice scelta del detentore della cattedra apostolica. Tietmaro, sensibile sulle questioni inerenti al confine slavo, fu velatamente critico nei confronti dell'istituzione dell'arcidiocesi di Gniezno e della conseguente ridimensionamento della diocesi del vescovo Ungero di Poznań. Altrettanto implacabile è la sua accusa contro Ottone III, di aver fatto del duca polacco Boleslao I Chrobry da tributarius (soggetto a tributo) a dominus (signore) oltre che avergli concesso l'autonomia forse sulla base dell'idea orientale dell'autocefalia ecclesiastica.
Bruno di Querfurt in seguito rimproverò all'imperatore di voler fare di Roma la sua residenza permanente e di disprezzare la sua patria. Nel racconto di Bruno, caratterizzato dall'interesse per l'agiografia, Roma simboleggia la vittoria della fede cristiana sulle religioni pagane; con i suoi governanti pagani, la città aveva anche perso la sua gloriosa posizione secolare di potere e, dalla donazione di Costantino, era la città apostolica sulla quale un governante secolare non poteva più esercitare alcun diritto. Così la vendetta contro la sede apostolica pesava così tanto per Bruno da considerarlo pari a un peccato, e la morte prematura dell'imperatore fu da lui interpretata come la punizione immediata di Dio nei confronti dell'imperatore. Tuttavia, Bruno di Querfurt apprezzò anche i lati positivi dell'imperatore, come il suo calore umano: «Sebbene fosse ancora un ragazzo e si comportasse in modo errato, era un imperatore gentile, un imperatore augusto di incomparabile umanità».
Analoghe critiche alla Italienpolitik di Ottone furono espresse nella Vita del vescovo Adalberone II di Metz, scritta intorno al 1015. Secondo esso, aveva passato quasi tutto il suo tempo in Italia e per questo motivo, i suoi domini e la sua patria erano completamente caduti in rovina.
Tuttavia, non passò molto tempo prima che Ottone III fosse ammirato per la sua insolita educazione e il suo evidente acume, e fu chiamato la "meraviglia del mondo" sia in Germania sia in Italia. Egli, inoltre, conosceva sia il latino che il greco.
La limitata diffusione delle fonti primarie (Bruno di Querfurt, gli Annales Hildesheimenses, Tietmaro di Merseburgo) fece sì che l'immagine dell'imperatore Ottone III sia stata distorta irriconoscibilmente nel corso del Medioevo. A partire dall'XI secolo, il vuoto di informazioni fu riempito dalla drammatizzazione di voci e speculazioni, come l'avvelenamento, un matrimonio fallito o la vendetta di un'amante; un esempio romano di queste leggende è costituito da Stefania, la vedova di Crescenzio, che avrebbe fatto innamorare di sé il sovrano per poi avvelenarlo.

### Ottone III nel dibattito storiografico
Furono soprattutto i giudizi critici dei contemporanei dei circoli più importanti a influenzare il giudizio degli storici del XIX e dell'inizio del XX secolo. Wilhelm von Giesebrecht stabilì il giudizio a lungo sostenuto di Ottone III nella sua Geschichte der deutschen Kaiserzeit: lo studioso criticò soprattutto la mancanza di consapevolezza nazionale, accusando Ottone di perseguire una fantasia irrealistica. Inoltre, Ottone aveva scommesso con noncuranza una grande eredità, inseguito fantasie e sogni e si era circondato di intellettuali e stranieri. Giesebrecht plasmò per decenni il punto di vista degli storici romantici nazionali.
Dopo la fine del secolo, a questa valutazione furono sollevate diverse obiezioni. Con la sua opera Kaiser, Rom und Renovatio, pubblicata nel 1929, Percy Ernst Schramm plasmò significativamente l'immagine dell'imperatore fino ai giorni nostri. La sua rivalutazione consistette in una riabilitazione rispetto alla visione di Ottone III come un imperatore "non-tedesco" fantasista religioso e ultraterreno, e cercò per la prima volta di comprendere l'imperatore a partire dalle correnti intellettuali del suo tempo. Particolarmente nuova era l'interpretazione storico-intellettuale della politica di Ottone III, secondo la quale l'idea romana di rinnovamento avrebbe dovuto essere il vero motore politico dell'imperatore. Come testimonianza centrale di questa idea, Schramm fece riferimento all'introduzione della famosa bolla di piombo fin dal 998 con il motto Renovatio imperii Romanorum.
Nel 1941, nella sua Geschichte der sächsischen Kaiserzeit, Robert Holtzmann riprese la valutazione di Giesebrecht e concluse: «Lo stato di Ottone il Grande andò in pezzi alla morte di Ottone III. Se questo imperatore fosse vissuto più a lungo, il suo impero sarebbe andato in pezzi». Dopo il 1945 i giudizi su Ottone nella gravità di Holtzmann sono diventati rari.
Nel 1954 Mathilde Uhlirz completò il punto di vista di Schramm nella misura in cui considerava la politica dell'imperatore più sotto l'aspetto del consolidamento del potere nella parte meridionale dell'impero e quindi imputava a Ottone III l'intenzione di consolidare in questa regione il potere dello stato imperiale in maniera concreta. In contrasto con Schramm, Uhlirz sottolineò l'aspetto della cooperazione tra l'imperatore e il papa, il cui obiettivo era soprattutto quello di conquistare la Polonia e l'Ungheria al cristianesimo di rito romano. Nel periodo che seguì prevalse una combinazione delle posizioni di Schramm e Uhlirz, cosicché gli sforzi per assicurare il governo nel sud così come la ristrutturazione dei rapporti con la Polonia e l'Ungheria furono riconosciuti come parte integrante della politica di Ottone. Tuttavia, il tentativo di spiegare la politica di Ottone III a partire dal profilo psicologico è rimasto invariato.
Negli ultimi anni l'interpretazione di Schramm della renovatio è stata più volte criticata. Secondo la tanto discussa tesi di Knut Görich, la politica di Roma non si basava tanto su un ritorno all'antichità, ma nasceva piuttosto dagli impulsi del movimento di riforma monastica. L'Italienpolitik e il trasferimento a Roma potrebbero essere spiegati più dall'interesse a garantire il papato e la restituzione dei beni ecclesiastici alienati che da un programma di rinnovamento romano: il motto non farebbe quindi riferimento a un “programma di governo”, ma a un obiettivo politico molto concreto. Nella sua biografia dell'imperatore pubblicata nel 1996, Gerd Althoff si allontanò dalle concezioni politiche nel Medioevo e le considerò anacronistiche, poiché nella regalità medievale mancavano due presupposti importanti per i concetti politici, cioè la forma scritta e le istituzioni di attuazione. Secondo Althoff, i contenuti specifici di un programma di governo difficilmente possono essere dedotti dalle fonti, ma si basano solo su conclusioni tratte da eventi che sono stati tramandati, che sono sempre suscettibili di interpretazione più semplice. Contro le tendenze più recenti nella ricerca, Heinrich Dormeier perorò il mantenimento dell'idea di un concetto di Renovatio-Imperii-Romanorum dell'imperatore. La discussione accademica sulla politica della renovatio del sovrano è ancora in corso.
Nel 2008 Gerd Althoff e Hagen Keller hanno accentuato la peculiarità dell'esercizio del potere reale nel X secolo «che poggiava sui pilastri della presenza, del consenso e della rappresentanza ed era così in grado di garantire il funzionamento di un ordine». Nel valutare l'imperatore, era necessaria la moderazione «perché non gli sono stati concessi più degli inizi».

### Ricezione
Un poema contemporaneo in cui il consigliere imperiale Leone di Vercelli declama la collaborazione tra imperatore e papa e parla di una politica di rinnovamento romano di Ottone III. Questo poema inizia con un'invocazione a Cristo, che possa vegliare sulla sua Roma e rinnovarla, in modo che possa fiorire sotto il dominio del terzo Ottone.
A causa della sua precoce morte e dei drammatici eventi durante il suo regno, una moltitudine di testimonianze letterarie dal XVI secolo indicano Ottone III come un personaggio eponimo. Ma solo alcuni erano di durata letteraria.
Nel poema Klagelied Kaiser Otto des Dritten di August von Platen-Hallermünde del 1833, l'imperatore viene denigrato partendo dal punto di vista nazionale. Ricarda Huch comparò Ottone III al nonno Ottone I nell'opera Römisches Reich Deutscher Nation nel 1934; nel suo disprezzo del più giovane, seguì la valutazione di Giesebrecht. Ma la rivalutazione positiva della vita di Ottone III si è fatta strada anche nella letteratura. Dopo la seconda guerra mondiale, furono pubblicati due romanzi storici sull'imperatore: nel primo, pubblicato nel 1949, Gertrud Bäumer lo stilizzò come un «giovane con un mantello stellato» sul trono, mentre nel secondo, pubblicato pochi anni dopo, nel 1951, Henry Benrath cercò di catturare la sua personalità in modo ancora più soggettivo ed empatico, occupandosi della «visione spirituale-emotiva della vita di un sovrano».

### Documenti e regesta
- Theodor Sickel (Hrsg.), Diplomata 13: Die Urkunden Otto des II. und Otto des III. (Ottonis II. et Ottonis III. Diplomata). Hannover, 1893 (Monumenta Germaniae Historica, versione digitale)
- Johann Friedrich Böhmer, Mathilde Uhlirz, Regesta Imperii II, 3. Die Regesten des Kaiserreiches unter Otto III. Wien et al., 1956.

### Fonti letterarie
- Georg Waitz (Hrsg.): Scriptores rerum Germanicarum in usum scholarum separatim editi 8: Annales Hildesheimenses. Hannover 1878 (Monumenta Germaniae Historica, versione digitale)
- Annales Quedlinburgenses. In: Georg Heinrich Pertz u. a. (Hrsg.): Scriptores (in Folio) 3: Annales, chronica et historiae aevi Saxonici. Hannover 1839, S. 22 (Monumenta Germaniae Historica, Digitalisat)
- Bruno von Querfurt: Vita quinque fratrum eremitarum. In: Georg Waitz, Wilhelm Wattenbach u. a. (Hrsg.): Scriptores (in Folio) 15,2: Supplementa tomorum I-XII, pars III. Supplementum tomi XIII pars II. Hannover 1888, S. 709 (Monumenta Germaniae Historica, Digitalisat) Übersetzt aus Wilfried Hartmann (Hrsg.): Deutsche Geschichte in Quellen und Darstellung. Bd. 1, Reclam, Stuttgart 1995, ISBN 3-15-017001-X, S. 202–204.
- Die Jahrbücher von Quedlinburg. Übersetzt von Eduard Winkelmann (= Geschichtschreiber der deutschen Vorzeit. Band 36). Leipzig 1891.
- Hermann von Reichenau: Chronicon. In: Rudolf Buchner, Werner Trillmich (Hrsg.): Quellen des 9. und 10. Jahrhunderts zur Geschichte der Hamburgischen Kirche und des Reiches (= Freiherr vom Stein-Gedächtnisausgabe. Bd. 11). Wissenschaftliche Buchgesellschaft, Darmstadt 1961. Lateinischer Text in Georg Waitz u. a. (Hrsg.): Scriptores (in Folio) 13: Supplementa tomorum I-XII, pars I. Hannover 1881, S. 61 (Monumenta Germaniae Historica, Digitalisat)
- Thietmar von Merseburg, Chronik. Neu übertragen und erläutert von Werner Trillmich. Mit einem Nachtrag von Steffen Patzold. (= Freiherr vom Stein-Gedächtnisausgabe. Bd. 9). 9., bibliographisch aktualisierte Auflage. Wissenschaftliche Buchgesellschaft, Darmstadt 2011, ISBN 978-3-534-24669-4. Lateinischer Text in Robert Holtzmann (Hrsg.): Scriptores rerum Germanicarum, Nova series 9: Die Chronik des Bischofs Thietmar von Merseburg und ihre Korveier Überarbeitung (Thietmari Merseburgensis episcopi Chronicon) Berlin 1935 (Monumenta Germaniae Historica, Digitalisat)
  -  Thietmar di Merseburg, Cronaca, introduzione e traduzione di Matteo Taddei, presentazione di Mauro Ronzani, appendice di Paolo Rossi, Pisa, Pisa University Press, 2018, ISBN 978-88-333-9085-7 («Fonti tradotte per la storia dell'Alto Medioevo»).
  - (LA, IT) Tietmaro di Merseburgo, Chronicon. L'anno Mille e l'impero degli Ottoni, testo latino con traduzione italiana, prefazione, saggio introduttivo e commento di Piero Bugiani, Viterbo, Vocifuoriscena, 2020, ISBN 978-88-99959-29-6 («Bifröst. Germanica»).
- Tangmaro: Vita Bernwardi episcopi Hildesheimensis. In: Georg Heinrich Pertz u. a. (Hrsg.): Scriptores (in Folio) 4: Annales, chronica et historiae aevi Carolini et Saxonici. Hannover, 1841, pp. 754–782 (Monumenta Germaniae Historica, Digitalisat)

### Rappresentazioni generali
- (DE)  Gerd Althoff, Die Ottonen. Königsherrschaft ohne Staat, Stuttgart, Kohlhammer, 2013, ISBN 978-3-17-022443-8.
- (DE)  Gerd Althoff, Hagen Keller, Spätantike bis zum Ende des Mittelalters. Die Zeit der späten Karolinger und der Ottonen. Krisen und Konsolidierungen 888–1024 (= Gebhardt – Handbuch der deutschen Geschichte. Band 3). 10., Stuttgart, 2008, ISBN 978-3-608-60003-2.
- (DE)  Helmut Beumann, Die Ottonen (= Kohlhammer-Urban-Taschenbücher. Band 384). 5. Auflage, Stuttgart, Kohlhammer, 2000, ISBN 3-17-016473-2.
- (DE)  Michael Borgolte (a cura di), Polen und Deutschland vor 1000 Jahren. Die Berliner Tagung über den "Akt von Gnesen" (= Europa im Mittelalter. Abhandlungen und Beiträge zur historischen Komparatistik. Band 5). Akademie-Verlag, Berlin 2002, ISBN 3-05-003749-0. (Rezension)
- (DE)  Hagen Keller, Ottonische Königsherrschaft, Organisation und Legitimation königlicher Macht, Darmstadt, Wissenschaftliche Buchgesellschaft, 2002, ISBN 3-534-15998-5.
- (DE)  Hagen Keller, Die Ottonen, München, Beck, 2001, ISBN 3-406-44746-5.
  -  Hagen Keller, Gli Ottoni. Una dinastia imperiale fra Europa e Italia (secc. X e XI), a cura di Giovanni Isabella, Roma, Carocci Editore, 2012, ISBN 978-88-430-5714-6, SBN VEA1064889.
- (DE)  Thilo Offergeld, Reges pueri. Das Königtum Minderjähriger im frühen Mittelalter (= Monumenta Germaniae historica. Band 50), Hannover, Hahn, 2001, ISBN 3-7752-5450-1 (Rezension).
- (EN)  Timothy Reuter (a cura di), The New Cambridge Medieval History 3. c. 900–1024., Cambridge, Cambridge University Press, 1999, ISBN 0-521-36447-7.
- (DE)  Bernd Schneidmüller, Stefan Weinfurter (a cura di), Otto III. – Heinrich II. Eine Wende? (= Mittelalter-Forschungen. Band 1), Sigmaringen, Thorbecke, 1997, ISBN 3-7995-4251-5 (Digitalisat).
- Edmond-Rene Labande, Mirabilia mundi: saggio sulla personalità di Ottone III, in Cahiers de Civilisation Medievale, VI, n. 4, 1963, pp. 455–476.
- Cornelia Cogrossi, La carta di franchigia di Ottone III ai cittadini di Cremona (996), in Rivista di Storia del Diritto Italiano, Vol. LIII-LIV (1980-1981), pp. 111–129.
- Gerhart B. Ladner, L'immagine dell'imperatore Ottone III, con prefazione di Charles Pietri, Roma, 1988.
- Elena Boni, La politica vescovile di Ottone III di Sassonia fra Italia e Germania, in I Quaderni del MAES, VII (2004), a cura di Roberto Sernicola.
- Nicolangelo D'Acunto, «Nostrum italicum regnum». Aspetti della politica italiana di Ottone III, Milano, Vita e Pensiero, 2002.

### Biografie
- (DE) Gerd Althoff, Otto III, Darmstadt, Wissenschaftliche Buchgesellschaft, 1996, ISBN 3-534-11274-1 («Gestalten des Mittelalters und der Renaissance»).
- (DE)  Ekkehard Eickhoff, Theophanus und der König. Otto III. und seine Welt, Stuttgart, Klett-Cotta, 1996, ISBN 3-608-91798-5.
- (DE)  Ekkehard Eickhoff, Kaiser Otto III. Die erste Jahrtausendwende und die Entfaltung Europas, 2. Auflage, Stuttgart, Klett-Cotta, 2000, ISBN 3-608-94188-6.
- (DE)  Knut Görich, Otto III. Romanus Saxonicus et Italicus. Kaiserliche Rompolitik und sächsische Historiographie (= Historische Forschungen. Band 18), Sigmaringen, 1995, ISBN 978-3-7995-0467-6.
- (DE)  Percy Ernst Schramm, Kaiser, Rom und Renovatio. Studien zur Geschichte des römischen Erneuerungsgedankens vom Ende des Karolingischen Reiches bis zum Investiturstreit, Darmstadt, Wissenschaftliche Buchgesellschaft, 1992 = Leipzig/Berlin, 1929.
- (DE)  Mathilde Uhlirz, Jahrbücher des Deutschen Reiches unter Otto II. und Otto III. Band 2. Otto III. 983–1002, Berlin, Duncker & Humblot, 1954 (http://www.mgh-bibliothek.de/etc/dokumente/090689+0002.pdf[collegamento interrotto]; PDF).

### Lexika
- (DE)  Gerd Althoff, Otto III. in Theologische Realenzyklopädie, Band 25, Berlin/New York, 1995, pp. 549–552.
- (DE)  Knut Görich, Otto III. in Biographisch-Bibliographisches Kirchenlexikon (BBKL), Band 6, Herzberg, Bautz, 1993, ISBN 3-88309-044-1, Sp. 1352–1353.
- (DE) Knut Görich, Otto III, in Neue Deutsche Biographie, vol. 19, Berlin, Duncker & Humblot, 1999, ISBN 3-428-00200-8,  pp. 662 -665 (online).
- (DE)  Tilman Struve, Otto III. in Lexikon des Mittelalters (LexMA), Band 6., München/Zürich, Artemis & Winkler, 1993, ISBN 3-7608-8906-9, Sp. 1568–1570.